# Cladomyrma dianeae
Cladomyrma dianeae är en myrart som beskrevs av Agosti, Moog och Maschwitz 1999. Cladomyrma dianeae ingår i släktet Cladomyrma och familjen myror. Inga underarter finns listade i Catalogue of Life.

## Bildgalleri

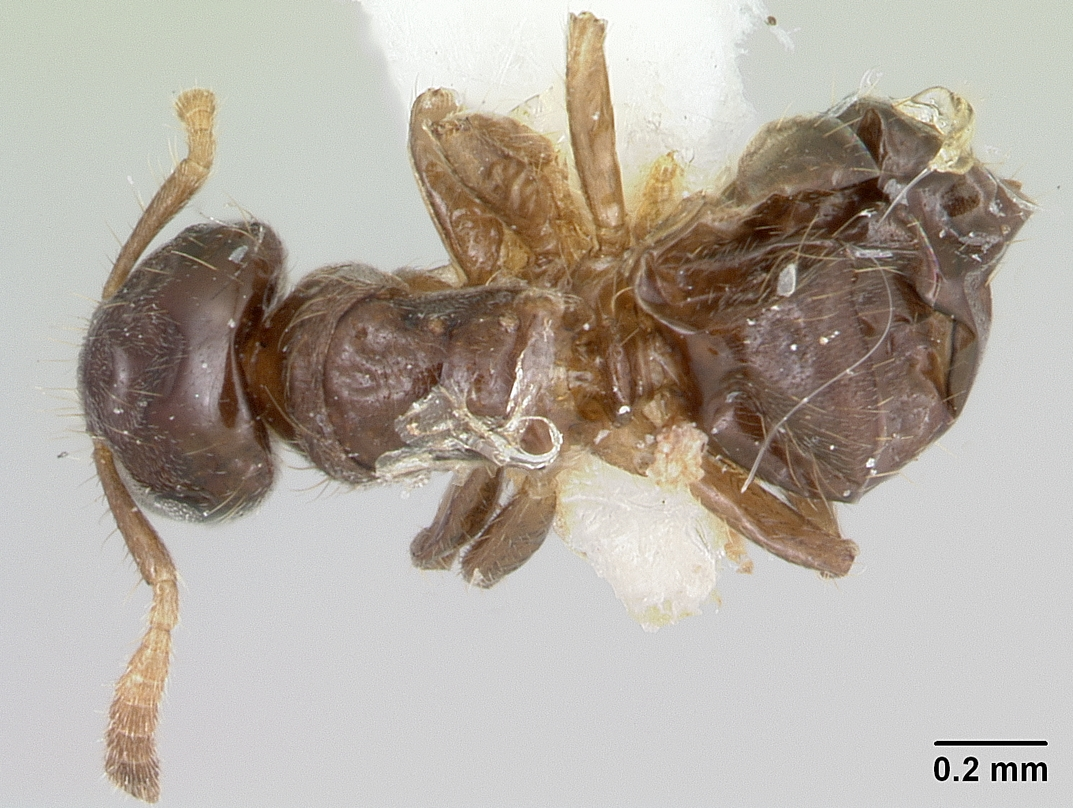
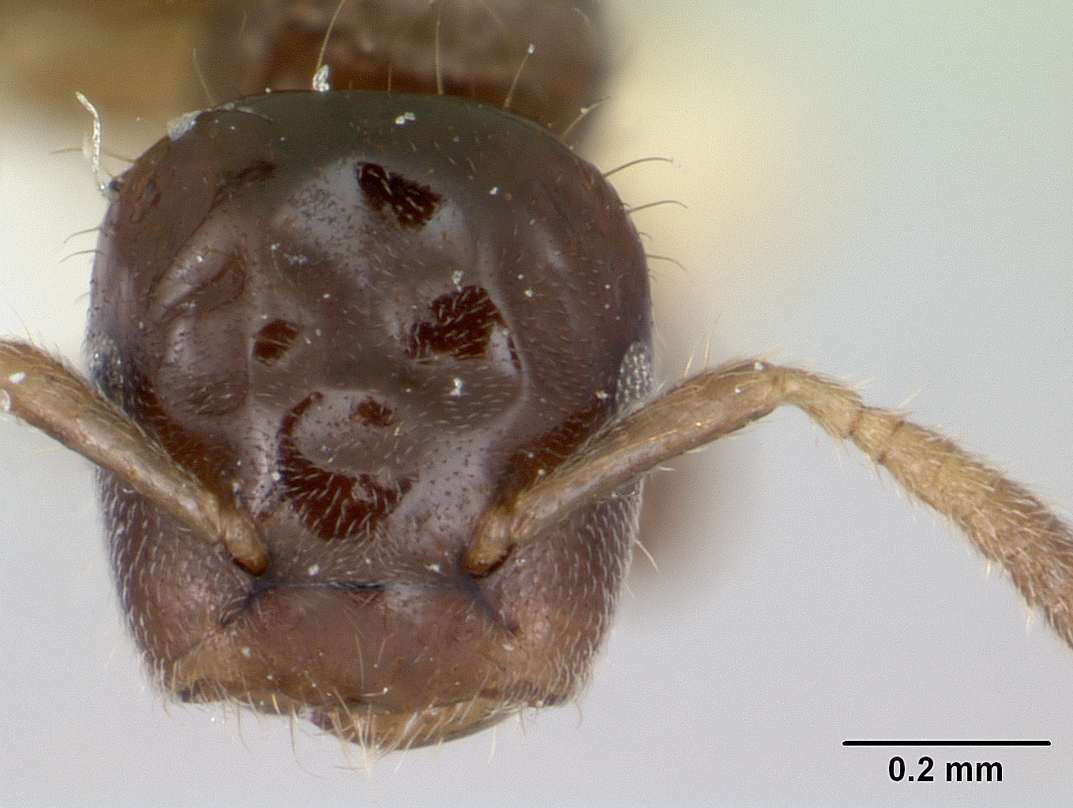
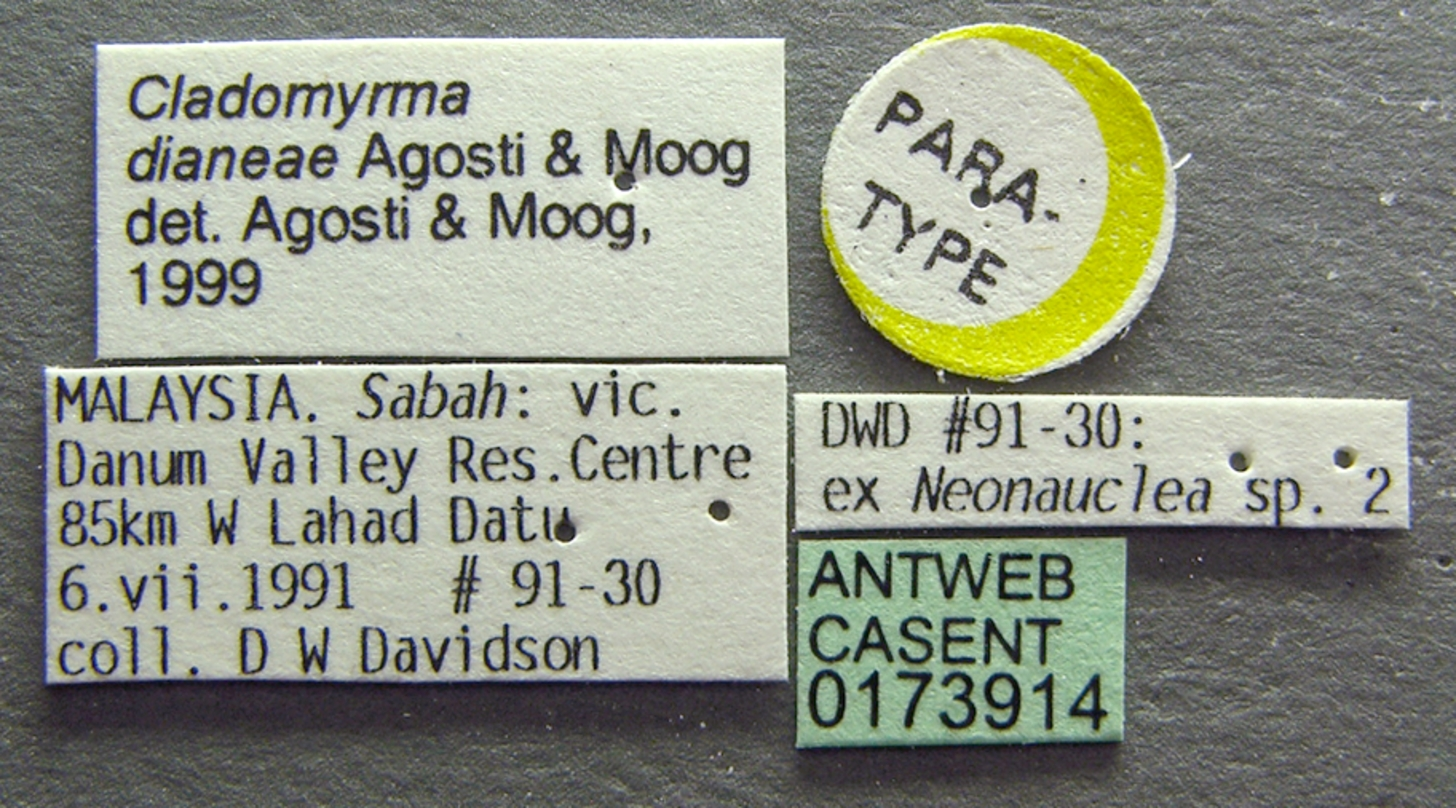
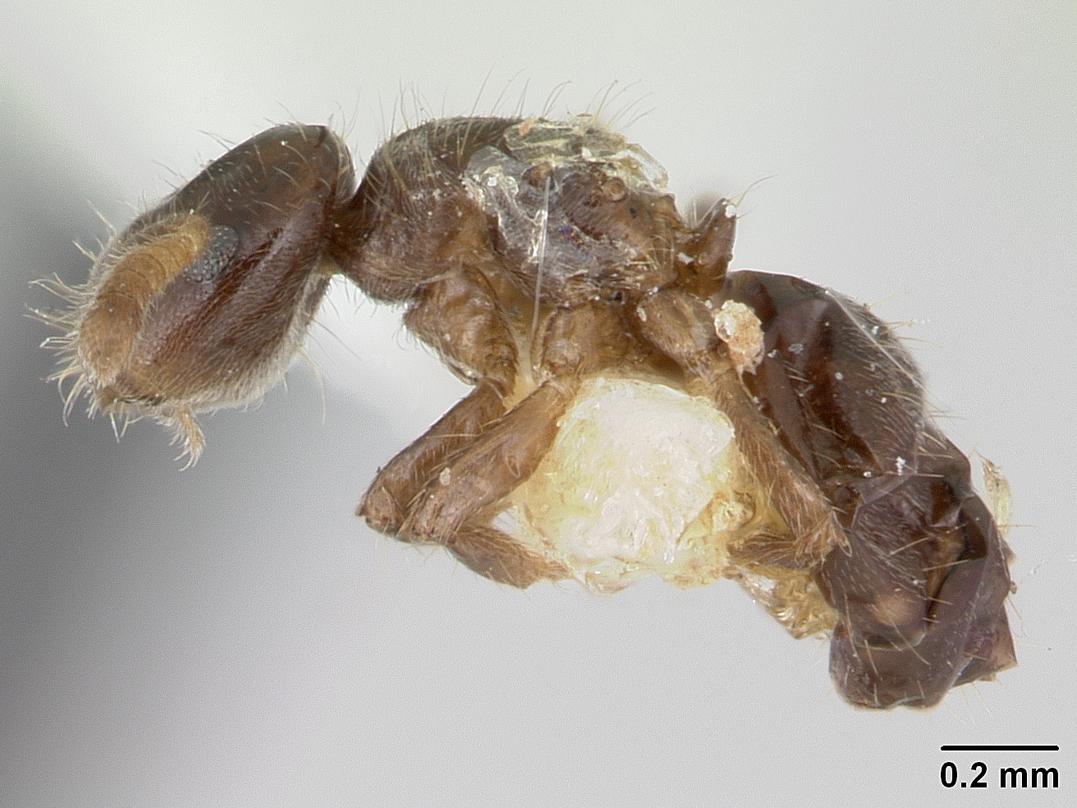
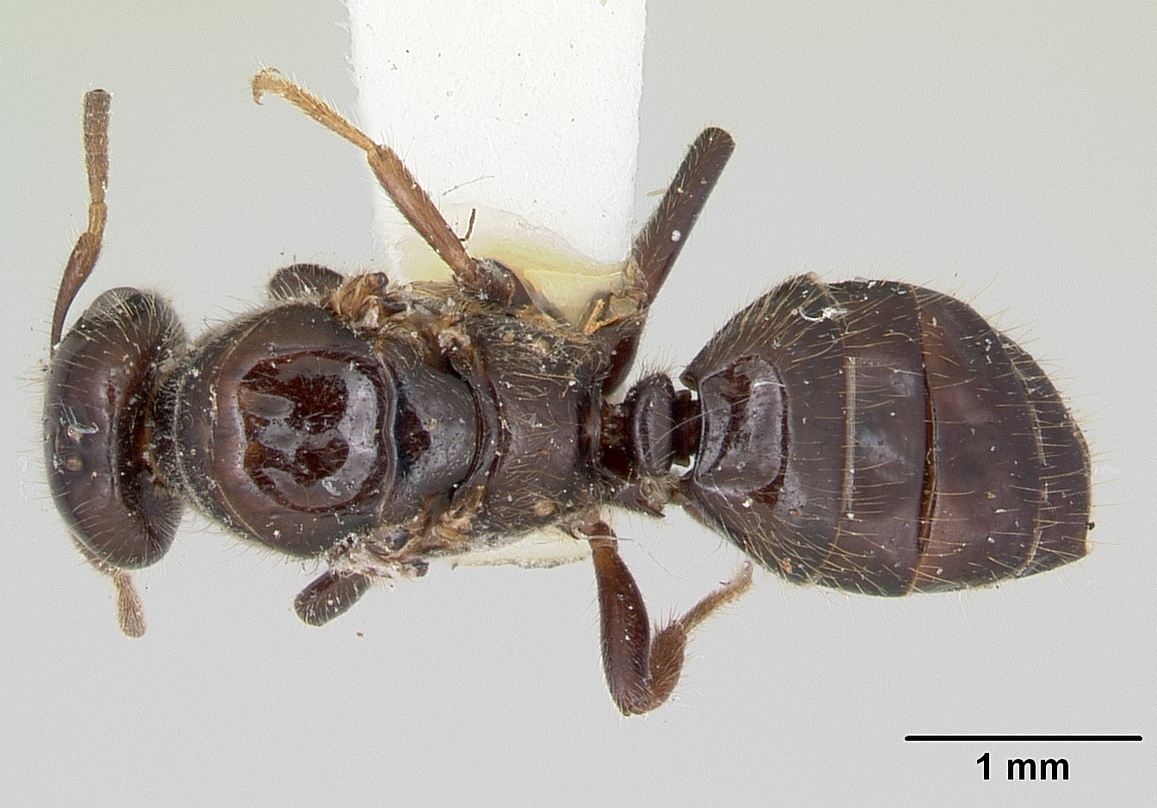
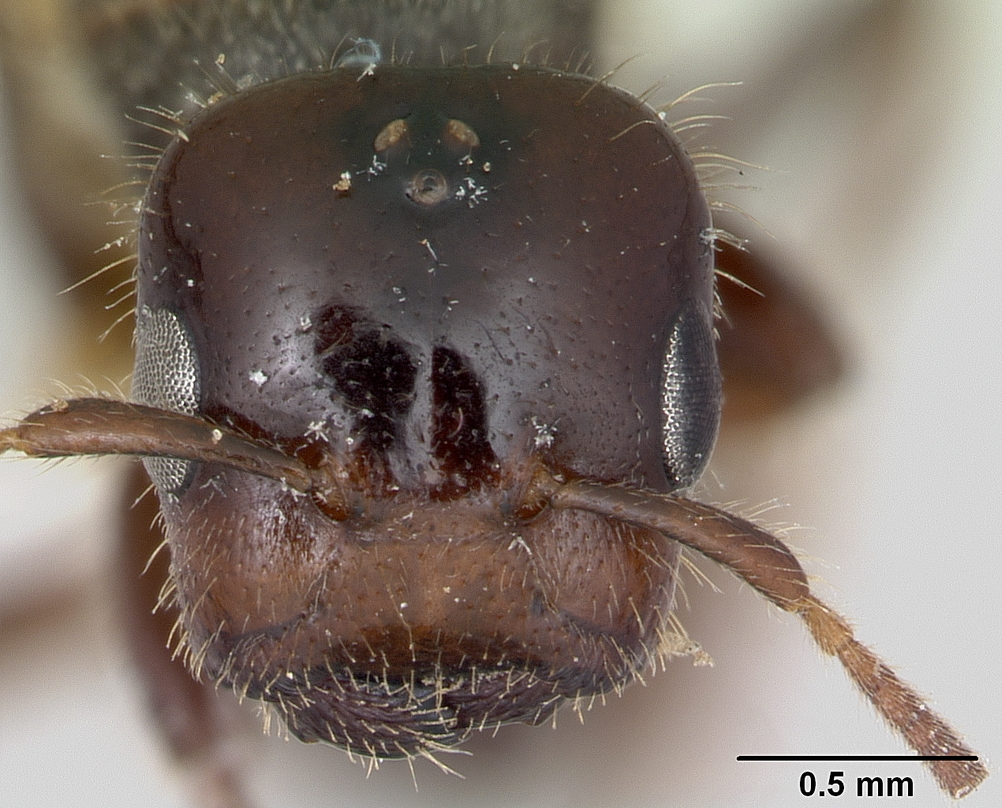